# Project CARS 3
Project CARS 3 é um jogo de corrida desenvolvido pela Slightly Mad Studios e publicado pela Bandai Namco Entertainment. Foi lançado em 28 de agosto de 2020 para Microsoft Windows, PlayStation 4 e Xbox One. O jogo recebeu uma resposta mista, sendo criticado por um desvio de sua jogabilidade realista em comparação com seus antecessores.

## Jogabilidade
O Projeto CARS 3 apresenta mais de 200 carros e 140 circuitos mundiais, incluindo Interlagos, no Brasil. O jogo também conta com customizações aprimoradas para seus carros, além de oferecer várias opções de assistências para jogadores iniciantes. O modo Multiplayer foi repensado, de modo que seja mais amigável e acessível. De acordo com o CEO da Slightly Mad Studios Ian Bell, o jogo é um sucessor espiritual da série Need for Speed: Shift, que também foi desenvolvida pela Slightly Mad Studios. Foi adquirido pela editora e desenvolvedora de videogames Codemasters, que é conhecida pelas séries de Fórmula 1, Colin McRae Rally e Dirt, em novembro de 2019.
Ao contrário de seus antecessores, este jogo não apresenta desgaste dos pneus ou uso do combustível e, como consequência, não há pit stops. Isso gerou fortes críticas dos fãs da série. 

## Desenvolvimento e lançamento
O desenvolvimento começou no outono de 2018 após o sucesso comercial do Projeto CARS 2. Em vez de mudar para o motor Ego da controladora Codemasters, o jogo ainda é movido pelo mesmo motor de seus predecessores.
O novo conteúdo inclui carros como o Audi TT S, Koenigsegg Jesko, Lotus Evija e o Bugatti Chiron, além de circuitos como o Autódromo José Carlos Pace, o Circuito de Jerez e o Tuscany .

## Recepção
Adolfo Soares, da BrasilGamer, disse que: "Após ter jogado a versão preview de Project CARS 3, fiquei com algumas incertezas sobre esta terceira incursão. O tempo jogado não tinha sido o suficiente, mas agora com a versão final do jogo disponível é desgostoso constatar que os pontos positivos que referi são uma gota num oceano de desilusões. A compra da Slightly Mad Studios por parte da Codemasters veio afinal alterar o rumo da série, colocando de parte toda a proximidade à simulação automóvel que o jogo ainda detinha." 
Felipe Demartini, do Canaltech, afirmou que: "Project CARS acaba diante da maior prova de sua vida: decidir exatamente o que deseja ser e, na sequência, fazer isso bem feito, seja no formato arcade ou na simulação extrema. Do jeito que está, porém, acaba não agradando ninguém." 
O jogo alcançou a 5° posição na tabela de vendas físicas dos EUA e 17° no Reino Unido, vendendo 86% menos do que o jogo anterior.  A versão para PlayStation 4 de Project CARS 3 vendeu 2.404 cópias em sua primeira semana à venda no Japão, tornando-o o vigésimo quarto jogo de varejo mais vendido da semana no país. 

### Prêmios
| Ano  | Prêmio        | Categoria            | Resultado |
| ---- | ------------- | -------------------- | --------- |
| 2020 | Gamescom 2020 | Best Simulation Game | Venceu    |